# طريق أبيا

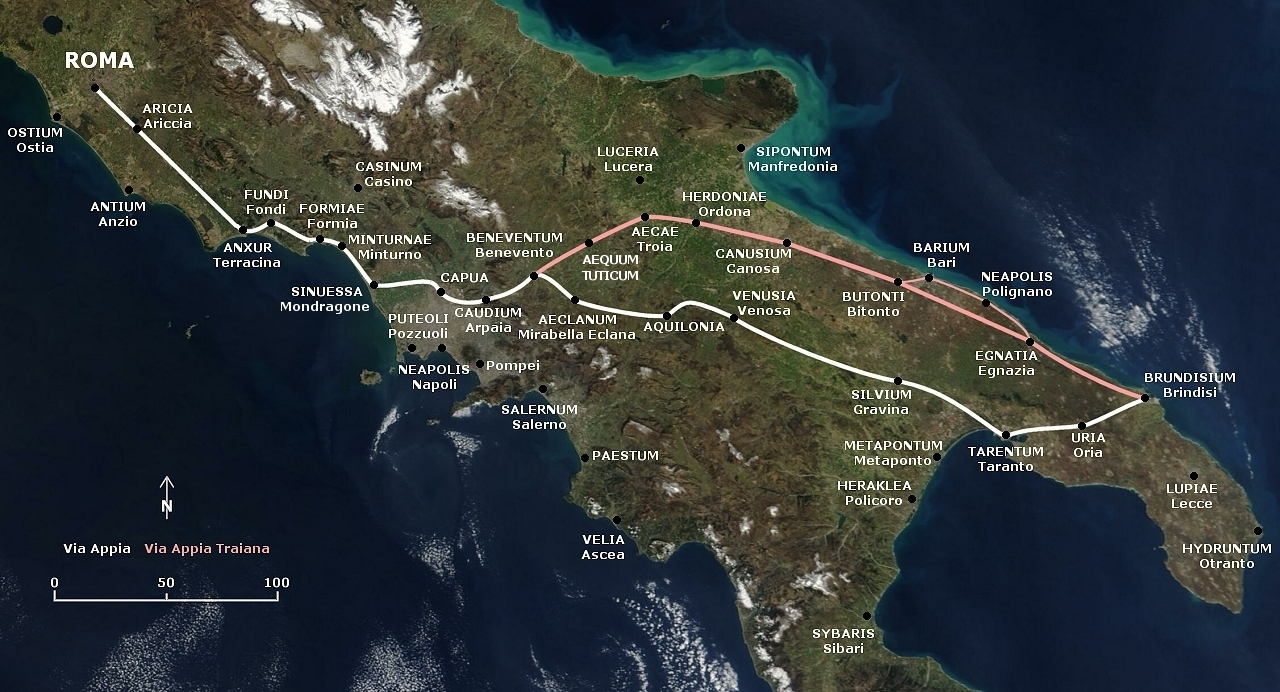
مسار طريقي أبيان وترايانا.

طريق أبيان (باللاتينية والإيطالية: Via Appia) هو من أوائل الطرق الرومانية المهمة والاستراتيجية في الجمهورية الرومانية، وما زال صالحًا للاستعمال حتى اليوم. سُمِّي باسم أبيوس كلوديوس كايكوس، إداري روماني
بدأ تشييده في 312 ق.م وامتد على طول 212 كم متجها نحو الجنوب في جزيرة إيطاليا، ثم زيد في طوله ليصل 377كم وهو ما زال موجودا حتى اليوم للعلم انه يمتد على حدود قبور مشاهير الرومان.